# Grande dodecaedro troncato
In geometria, il grande dodecaedro troncato è un poliedro stellato uniforme avente 24 facce - 12 a forma di decagono e 12 a forma di pentagramma - 90 spigoli e 60 vertici.
Questo poliedro, che viene spesso indicato con il simbolo U37 e su ogni vertice del quale incidono sempre due decagoni e un pentagramma, è il prodotto del troncamento non del tutto completo del grande dodecaedro; un troncamento totale, ossia una rettificazione, porta infatti al dodecadodecaedro.

## Costruzioni di Wythoff
Utilizzando la costruzione di Wythoff, il grande dodecaedro troncato si può ottenere utilizzando due famiglie di triangoli di Schwarz: 2 | 5/2 5 e 2 | 5/3 5, ottenendo sempre lo stesso risultato. Allo stesso modo, il grande dodecaedro troncato può essere rappresentato con due diversi simboli di Schläfli: t{5,5/2} e t{5,5/3}.

## Coordinate dei vertici
Considerando un grande dodecaedro troncato di spigolo pari a 1 con il centro situato nell'origine di un sistema di assi cartesiani, le coordinate dei suoi vertici sono:
{\displaystyle (\pm {\frac {1}{2}},0,\pm {\frac {5+{\sqrt {5}}}{4}})},
{\displaystyle (\pm {\frac {5+{\sqrt {5}}}{4}},\pm {\frac {1}{2}},0)},
{\displaystyle (0,\pm {\frac {5+{\sqrt {5}}}{4}},\pm {\frac {1}{2}})},
{\displaystyle (\pm {\frac {1+{\sqrt {5}}}{4}},\pm {\frac {1}{2}},\pm {\frac {1+{\sqrt {5}}}{2}})},
{\displaystyle (\pm {\frac {1+{\sqrt {5}}}{2}},\pm {\frac {1+{\sqrt {5}}}{4}},\pm {\frac {1}{2}})},
{\displaystyle (\pm {\frac {1}{2}},\pm {\frac {1+{\sqrt {5}}}{2}},\pm {\frac {1+{\sqrt {5}}}{4}})},
{\displaystyle (\pm {\frac {3+{\sqrt {5}}}{4}},\pm {\frac {{\sqrt {5}}\pm 1}{4}},\pm {\frac {3+{\sqrt {5}}}{4}})},
{\displaystyle (\pm {\frac {3+{\sqrt {5}}}{4}},\pm {\frac {3+{\sqrt {5}}}{4}},\pm {\frac {{\sqrt {5}}\pm 1}{4}})},
{\displaystyle (\pm {\frac {{\sqrt {5}}\pm 1}{4}},\pm {\frac {3+{\sqrt {5}}}{4}},\pm {\frac {3+{\sqrt {5}}}{4}})}.

## Poliedri correlati
Il grande dodecadecaedro troncato ha la stessa disposizione di vertici di altri tre poliedri uniformi, ossia il grande rombicosidodecaedro non convesso, il grande dodecicosidodecaedro e il grande rombidodecaedro, nonché di altri due composti uniformi, ossia il composto di sei prismi pentagonali e il composto di dodici prismi pentagonali.
| Grande rombicosidodecaedro non convesso | Grande dodecicosidodecaedro        | Grande rombidodecaedro                |
| Grande dodecadecaedro troncato          | Composto di sei prismi pentagonali | Composto di dodici prismi pentagonali |

Come già detto in precedenza, il poliedro in oggetto è il risultato del troncamento di un grande dodecaedro:
| Nome                        | Piccolo dodecaedro stellato | Piccolo dodecaedro stellato troncato | Dodecadodecaedro | Grande dodecaedro troncato | Grande dodecaedro |
| --------------------------- | --------------------------- | ------------------------------------ | ---------------- | -------------------------- | ----------------- |
| Diagramma di Coxeter-Dynkin |                             |                                      |                  |                            |                   |
| Picture                     |                             |                                      |                  |                            |                   |

### Piccolo pentacisdodecaedro stellato
Il piccolo pentacisdodecaedro stellato è un poliedro stellato isoedro, nonché il duale del grande dodecaedro troncato, avente per facce 60 triangoli.
Immaginando il poliedro come composto da 60 facce triangolari intersecanti, come riportato nella figura sottostante, di cui solo una parte visibile all'esterno del solido, gli angoli alla base di tali facce, ossia i due angoli acuti, hanno un'ampiezza di {\displaystyle \arccos({\frac {1}{2}}+{\frac {1}{5}}{\sqrt {5}})\approx 18,699^{\circ }}, mentre l'angolo al vertice misura {\displaystyle \arccos({\frac {1}{10}}-{\frac {2}{5}}{\sqrt {5}})\approx 142,601^{\circ }}.